# Echeandia sanmiguelensis
Echeandia sanmiguelensis är en sparrisväxtart som beskrevs av Robert William Cruden. Echeandia sanmiguelensis ingår i släktet Echeandia och familjen sparrisväxter. Inga underarter finns listade i Catalogue of Life.